# Björn Haraldsson Järnsida
Björn Järnsida, död 1134, var en dansk prins, son till Harald Kesja. Stred vid kung Erik Emunes sida, men avrättades av denne. Gift med prinsessan Katarina Ingesdotter av Sverige. En dotter, Kristina Björnsdotter, skall enligt en isländsk källa ha varit gift med Erik den helige.